# SC Spelle-Venhaus
Der SC Spelle-Venhaus ist ein Sportverein aus den Orten Spelle und Venhaus im Landkreis Emsland. Der Verein wurde im Jahre 1946 gegründet. Die erste Fußballmannschaft der Männer spielte in der Saison 2023/24 in der viertklassigen Regionalliga Nord. Die erste Volleyballmannschaft der Frauen tritt in der viertklassigen Regionalliga Nordwest an.

## Geschichte
Der Verein wurde am 19. Januar 1946 als SC Spelle gegründet und nahm im Jahre 1965 seinen heutigen Namen an. Neben Fußball und Volleyball bietet der SC Spelle-Venhaus noch die Sportarten Basketball, Laufgruppe, Parkour, Russische Kampfkunst, Taekwondo, Tennis, Tischtennis und Turnen an. Mit über 2400 Mitgliedern ist der SC Spelle-Venhaus der zweitgrößte Breitensportverein im Emsland.

## Fußball

### Geschichte
Erster Erfolg war der Aufstieg in die Bezirksklasse im Jahre 1957. In den 1980er Jahren erlebte der Verein einen sportlichen Aufschwung, hinter dem der Finanzier Bernard Krone und Trainer Siegfried Wolters steckten. Im Jahre 1987 stieg die Mannschaft in die Bezirksoberliga Weser/Ems auf. Nach einem spannenden Duell mit Union Lohne gelang der Durchmarsch in die Landesliga Niedersachsen-West. In den folgenden Jahren etablierte sich der Verein in der Landesliga und erreichte 1989 und 1991 jeweils den fünften Platz. 1994 qualifizierte sich der Verein für die Niedersachsenliga West. Auch im niedersächsischen Oberhaus konnte der Verein sich etablieren. In der Saison 1996/97 konnte ein 11:0-Sieg über die Sportfreunde Oesede gefeiert werden. Lediglich 1998 und 2001 kämpfte die Mannschaft gegen den Abstieg. Zu dieser Zeit machte der Verein sich durch seine Nachwuchsarbeit einen Namen und bot teilweise bis zu neun Eigengewächse im Kader auf. Mitte der 2000er Jahre kämpfte der Verein dauerhaft gegen den Abstieg, ehe im Jahre 2008 der Abstieg in die Bezirksoberliga folgte. Zwei Jahre später ging es hinunter in die Bezirksliga, wo der direkte Wiederaufstieg in die nunmehr Landesliga Weser/Ems genannte Spielklasse gelang.
Nach einem vierten Platz in der Aufstiegssaison 2012/13 schaffen die Speller ein Jahr später den Aufstieg in die Oberliga Niedersachsen. Dort wurde die Mannschaft in der Saison 2014/15 Sechster, ein Jahr später gar Fünfter. In der Saison 2016/17 wurde die Mannschaft Dritter. Allerdings hatte der Verein keine Lizenz für die Regionalliga Nord beantragt. Mit Sascha Wald stellte der SCSV in den Spielzeiten 2014/15, 2016/17 und 2017/18 jeweils den Torschützenkönig der Oberliga. Auch in der Saison 2017/18 verzichtete der Verein trotz Tabellenführung auf einen Lizenzantrag für die Regionalliga. Als Gründe wurden organisatorische Gründe und die für die Regionalliga notwendigen Baumaßnahmen angeführt. Am Saisonende belegten die Speller erneut Platz drei. 2019 erreichten die Speller zum dritten Mal in Folge den dritten Platz. Merlin Schütte teilte sich den Titel des Torschützenkönigs mit Justin Dähnenkamp vom FC Hagen/Uthlede. In der Saison 2022/23 sicherten sich die Speller durch einen 3:0-Sieg bei den Freien Turner Braunschweig am letzten Spieltag die Meisterschaft und den Aufstieg in die Regionalliga Nord. Das Endspiel um den Niedersachsenpokal ging gegen den TuS Bersenbrück vor 3000 Zuschauern mit 0:3 verloren. Die Regionalliga war jedoch eine Nummer zu groß für die Speller, die als abgeschlagener Tabellenletzter gleich wieder absteigen mussten.

### Spielstätte
Der SC Spelle-Venhaus trägt seine Heimspiele im „Getränke-Hoffmann-Stadion“ aus, das zuvor „Stadion an der Venhauser Straße“ hieß. Das Stadion hat eine Kapazität von 4000 Plätzen. Die Haupttribüne bietet überdachte Sitzplätze. Der FFC Heike Rheine trug im Jahre 2003 und 2006 seine Bundesligaheimspiele gegen den FFC Brauweiler Pulheim sowie gegen den 1. FFC Turbine Potsdam in Spelle aus, um das in Nordrhein-Westfalen am Totensonntag geltende Sportverbot zu umgehen.

### Erfolge
- Meister der Oberliga Niedersachsen: 2023
- Meister der Landesliga / Bezirksoberliga Weser-Ems: 1988, 2014
- Niedersachsenpokalfinalist: 2023

### Statistik
Grün unterlegte Platzierungen kennzeichnen einen Aufstieg, rot unterlegte einen Abstieg.
| Spielzeit | Liga                          | Level | Platz | Tore  | Punkte |
| --------- | ----------------------------- | ----- | ----- | ----- | ------ |
| 1971/72   | Bezirksklasse Osnabrück-Mitte | VII   | 03.   | 49:32 | 39:21  |
| 1972/73   | Bezirksklasse Osnabrück-Mitte | VII   | 03.   | 73:49 | 39:21  |
| 1973/74   | Bezirksklasse Osnabrück-Mitte | VII   | 06.   | 51:50 | 29:27  |
| 1974/75   | Bezirksklasse Osnabrück-Mitte | VII   | 03.   | 63:32 | 40:20  |
| 1975/76   | Bezirksklasse Osnabrück-Mitte | VII   | 03.   | 59:31 | 41:19  |
| 1976/77   | Bezirksklasse Osnabrück-Mitte | VII   | 01.   | 69:34 | 45:15  |
| 1977/78   | Bezirksliga Osnabrück         | VI    | 02.   | 64:29 | 44:16  |
| 1978/79   | Bezirksliga Osnabrück         | VI    | 13.   | 36:43 | 24:36  |
| 1979/80   | Bezirksliga Weser/Ems-Süd     | VII   | 04.   | 70:37 | 35:25  |
| 1980/81   | Bezirksliga Weser/Ems-Süd     | VII   | 04.   | 55:40 | 33:27  |
| 1981/82   | Bezirksliga Weser/Ems-Süd     | VII   | 13.   | 60:56 | 26:34  |
| 1982/83   | Bezirksliga Weser/Ems-Süd     | VII   | 09.   | 49:52 | 30:30  |
| 1983/84   | Bezirksliga Weser/Ems-Süd     | VII   | 08.   | 52:49 | 27:33  |
| 1984/85   | Bezirksliga Weser/Ems-West    | VII   | 06.   | 55:56 | 33:27  |
| 1985/86   | Bezirksliga Weser/Ems-Süd     | VII   | 02.   | 70:26 | 46:14  |
| 1986/87   | Bezirksliga Weser/Ems-Süd     | VII   | 01.   | 70:32 | 44:16  |
| 1987/88   | Bezirksoberliga Weser/Ems     | VI    | 01.   | 58:29 | 42:18  |
| 1988/89   | Landesliga Niedersachsen-West | V     | 05.   | 55:32 | 36:24  |
| 1989/90   | Landesliga Niedersachsen-West | V     | 09.   | 48:49 | 27:33  |
| 1990/91   | Landesliga Niedersachsen-West | V     | 05.   | 49:37 | 34:26  |
| 1991/92   | Landesliga Niedersachsen-West | V     | 11.   | 60:57 | 26:34  |
| 1992/93   | Landesliga Niedersachsen-West | V     | 06.   | 51:48 | 31:29  |
| 1993/94   | Landesliga Niedersachsen-West | V     | 06.   | 66:63 | 37:27  |
| 1994/95   | Niedersachsenliga West        | V     | 09.   | 57:59 | 26:30  |
| 1995/96   | Niedersachsenliga West        | V     | 06.   | 47:40 | 43     |
| 1996/97   | Niedersachsenliga West        | V     | 08.   | 70:60 | 39     |
| 1997/98   | Niedersachsenliga West        | V     | 13.   | 45:57 | 39     |
| 1998/99   | Niedersachsenliga West        | V     | 06.   | 59:53 | 48     |

| Spielzeit | Liga                         | Level | Platz             | Tore              | Punkte            |
| --------- | ---------------------------- | ----- | ----------------- | ----------------- | ----------------- |
| 1999/2000 | Niedersachsenliga West       | V     | 11.               | 60:54             | 41                |
| 2000/01   | Niedersachsenliga West       | V     | 11.               | 50:65             | 35                |
| 2001/02   | Niedersachsenliga West       | V     | 10.               | 60:64             | 48                |
| 2002/03   | Niedersachsenliga West       | V     | 12.               | 46:51             | 37                |
| 2003/04   | Niedersachsenliga West       | V     | 05.               | 52:37             | 50                |
| 2004/05   | Niedersachsenliga West       | V     | 13.               | 37:50             | 28                |
| 2005/06   | Niedersachsenliga West       | V     | 13.               | 39:57             | 31                |
| 2006/07   | Niedersachsenliga West       | V     | 12.               | 34:59             | 31                |
| 2007/08   | Niedersachsenliga West       | V     | 14.               | 34:50             | 38                |
| 2008/09   | Bezirksoberliga Weser-Ems    | VI    | 03.               | 60:35             | 58                |
| 2009/10   | Bezirksoberliga Weser-Ems    | VI    | 09.               | 80:57             | 51                |
| 2010/11   | Landesliga Weser-Ems         | VI    | 17.               | 49:72             | 33                |
| 2011/12   | Bezirksliga Weser-Ems 3      | VII   | 01.               | 82:35             | 76                |
| 2012/13   | Landesliga Weser-Ems         | VI    | 04.               | 79:40             | 67                |
| 2013/14   | Landesliga Weser-Ems         | VI    | 01.               | 100:410           | 75                |
| 2014/15   | Oberliga Niedersachsen       | V     | 06.               | 67:53             | 45                |
| 2015/16   | Oberliga Niedersachsen       | V     | 05.               | 65:54             | 44                |
| 2016/17   | Oberliga Niedersachsen       | V     | 03.               | 70:36             | 56                |
| 2017/18   | Oberliga Niedersachsen       | V     | 03.               | 64:51             | 57                |
| 2018/19   | Oberliga Niedersachsen       | V     | 03.               | 63:43             | 51                |
| 2019/20   | Oberliga Niedersachsen       | V     | 05.               | 72:39             | 1,88 A            |
| 2020/21   | Oberliga Niedersachsen       | V     | Saison annulliert | Saison annulliert | Saison annulliert |
| 2021/22   | Staffel Weser-Ems/Lüneburg B | V     | 03.               | 41:18             | 34                |
| 2021/22   | Aufstiegsrunde C             | V     | 03.               | 32:21             | 31                |
| 2022/23   | Oberliga Niedersachsen       | V     | 01.               | 80:36             | 77                |
| 2023/24   | Regionalliga Nord            | IV    | 18.               | 30:97             | 12                |
| 2024/25   | Oberliga Niedersachsen       | V     | 05.               | 59:49             | 51                |

### Persönlichkeiten
- Bernd Düker
- Christof Rekers
- Marcel Ruschmeier
- Merlin Schütte
- Wolfgang Schütte

## Volleyball
Die Volleyballerinnen spielen seit dem Jahre 2014 in der viertklassigen Regionalliga Nordwest. Zuvor schaffte die Mannschaft zwei Aufstiege in Folge. Im Jahre 2016 wurde die Mannschaft Vizemeister hinter Tuspo Weende und scheiterte zunächst in der Aufstiegsrelegation zur Dritten Liga am SV Blau-Weiß Aasee. Durch eine nachträgliche Aufstockung der Dritten Liga stieg Spelle-Venhaus als Nachrücker trotzdem auf. Nach nur einer Spielzeit stieg man wieder in die Regionalliga ab.
Die Heimspiele werden in der großen Sporthalle der Oberschule Spelle ausgetragen.